# New Underwood
New Underwood – miasto w Stanach Zjednoczonych, w stanie Dakota Południowa, w hrabstwie Pennington.